# 巴傑鎮區 (愛荷華州韋伯斯特縣)
巴傑鎮區（英語：Badger Township）是位於美國愛荷華州韋伯斯特縣的一個行政鎮區。

## 地方資料
根據2010年美國人口普查的數據，巴傑鎮區的面積為96.63平方千米，當中陸地面積為96.04平方千米，而水域面積為0.59平方千米。當地共有人口1121人，而人口密度為每平方千米11.6人。